# Piroglutaminska kiselina
Piroglutaminska kiselina (5-oksoprolin, pidolinska kiselina, piroglutamat) je uobičajeni derivat aminokiseline u kome je slobodna amino grupa glutaminske kiseline ili glutamina ciklizovana da formira laktam. Ona je prisutna u mnogim proteinima uključujući bakteriorodopsin. N-terminalna glutaminska kiselina i glutaminski ostaci se mogu spontano ciklizovati i formirati piroglutamat. Ona je jedna od nekoliko formi blokiranih N-terminala koji predstavljaju problem za N-terminalno sekvenciranje koristeći Edmanovu hemiju, za koje je neophodna slobodna primarna amino grupa. Enzim piroglutamatna aminopeptidaza može da povrati slobodni N-terminus odsecanjem piroglutamatnog ostatka.
Piroglutamatna kiselna je takođe poznata kao pidolinska kiselina. Ona postoji kao dva distinktna enantiomera:
- (2) ili (+) ili  ili
- (2) ili (–) ili  ili